# 이산 군 (수학)
수학에서 이산 군(discrete group) G는 이산 위상을 갖춘 군이다. 이 위상을 통해 G는 위상군이 된다.
이를테면 정수 전체 Z는 실수 전체 R의 이산 부분군을 이루지만 유리수 전체 Q는 그렇지 않다.

## 같이 보기
- 결정학적 점군